# ادغام (کسب‌وکار)
ادغام (انگلیسی: Consolidation) در تجارت و کسب‌وکار، به فرایند تصاحب و ادغام تعدادی از شرکت‌های کوچک، در قالب تأسیس یک شرکت بزرگتر، اطلاق می‌شود. در زمینه حسابداری مالی، به جمع‌آوری صورت‌های مالی گروهی از شرکت‌های زیرمجموعه، در قالب صورت‌های مالی تلفیقی اشاره دارد. در حوزه مالیات، به تلفیق گروهی از شرکت‌ها و اشخاص حقوقی وابسته، در قالب یک نهاد یکپارچه اشاره دارد، که با هدف یکپارچگی مالیاتی انجام می‌گیرد. ادغام، تکنیک یا عملی در حوزه کسب‌وکار است که از لحاظ حقوقی، دو یا چند سازمان را به یک واحد سرپرستی جدید متصل می‌کند. پس از ادغام، سازمان‌های اصلی از بین می‌روند و توسط یک نهاد جدید، جایگزین می‌شوند.